# الضبرة (الظهار)

تعديل مصدري - تعديل

الضبرة محلة تابعة لقرية مدر، التابعة لعزلة انامر بمديرية الظهار إحدى مديريات محافظة إب في الجمهورية اليمنية.، بلغ تعداد سكانها 381 حسب تعداد اليمن لعام 2004.